# Maché

Maché este o comună în departamentul Vendée, Franța. În 2009 avea o populație de 1,337 de locuitori.